# 硬笔行书
硬筆行書是硬筆書法的常見形式之一。書寫工具主要為鋼筆，呈現形式是自毛筆時代傳承下來的行書。囿於鋼筆特性，與毛筆行書相比尚顯不成熟，在書寫規範上不及硬筆楷書。但其仍有著實用性、較強的觀賞性等優勢，能為多數人所接受。

硬笔行书（方正）

為更好適應計算機帶給傳統書法藝術的沖擊，一些硬筆行書字體被計算機字庫所收錄。以書法家閻銳敏書寫、方正集團開發的硬筆行書及文鼎科技開發的鋼筆行楷系列為代表。